# یاسمین پلامر
یاسمین پلامر (زادهٔ حدود ۱۹۹۳ در هاروی، ایلینوی) بازیکن فوتبال آمریکایی است که به‌عنوان اولین زن در تاریخ، به‌عنوان کوارتربک یک تیم فوتبال در تیم پاپ وارنر بازی کرده است. او در سن ۱۱ سالگی، اولین کوارتربک زن و اولین زن سیاه‌پوست شد که در مسابقات فوتبال جوانان پاپ وارنر سوپر بول بازی کرد. این مسابقات مربوط به پنجاه و ششمین دوره مسابقات پاپ وارنر سوپر بول بود. با این حال، تیم او که هاروی کولتس بود، در مرحله نیمه‌نهایی شکست خورد. در سال ۲۰۰۸، پلامر به واسطه معرفی ککه پالمر در فیلم «شوت‌های بلند» نقش بازی کرد.

## دوران کودکی و آغاز حرفه
پالمر در بهار سال ۲۰۰۲، زمانی که ۸ سال داشت، فوتبال را با بچه‌های محله‌اش آغاز کرد. مادرش، کاساندرا جانسون، زمانی از این موضوع مطلع شد که یاسمین در حین بازی به شدت زانویش آسیب دید و نیاز به ۲۳ بخیه داشت. چند هفته بعد، پلامر دوباره به بازی فوتبال در پارک محله بازگشت.
عموی پلامر، فرد جانسون، وقتی دید او می‌تواند توپ فوتبال را با دقت و سرعت زیادی پرتاب کند، استعدادش را کشف کرد. پس از بحث و گفت‌گوهای بسیار با مادرش، فرد موفق شد یاسمین را در برنامه آموزشی تیم پاپ وارنر ثبت‌نام کند. پلامر سال اولش را روی نیمکت سپری کرد. اما عمویش او را به تیم میتی مایت هاروی کولتس که خودش مربی آن بود، برد و او را به عنوان کوارتربک اصلی تیم انتخاب کرد. هم‌تیمی‌هایش در ابتدا از او استقبال نکردند، اما وقتی تیم با هدایت یاسمین شروع به پیروز شدن در مسابقات کرد، نظر هم تیمی‌های او نسبت به یاسمین تغییر کرد. با ادامه پیروزی‌ها تحت رهبری پلامر، مربی تصمیم گرفت او را به عنوان لاین‌بکر بازی دهد، زیرا نسبت به سن و اندازه‌اش سریع و قوی بود (در آن زمان قدش ۱۴۵ سانتی‌متر و وزنش ۴۱ کیلوگرم بود). تیم کولتس فصل عادی را با رکوردی بدون شکست به پایان رساند اما در مرحله منطقه‌ای شکست خورد. سال بعد، پلامر به تیم هاروی کولتس در بخش جونیور پی‌وی پیوست.
در آن زمان، پلامر و تیم هاروی کولتس تحت هدایت مربی قدیمی، ریچارد براون جونیور از هاروی، ایلینوی بودند. آن‌ها موفق شدند ۸ بازی از ۹ بازی فصل را ببرند و با پیروزی در مرحله پلی‌آف منطقه‌ای، به مسابقات پاپ وارنر سوپر بول در دسامبر ۲۰۰۳ راه یابند. با وجود شکست ۱۳–۲ در بازی نهایی مقابل تیم ساوت‌وست آپاچز (تگزاس)، تیم کولتس در بازی خوب خود مقابل کایلوآ ماستنگز از هاوایی با نتیجه ۱۴–۰ پیروز شد. پلامر در این بازی پاس تاچ‌دان نداد و بیشتر بازی‌ها بر روی حرکات زمینی مانند کانتر و دایو تمرکز داشت. او به ندرت پاس می‌داد زیرا سبک بازی تیم، بیشتر بر حمله‌های زمینی استوار بود. پس از پنج سال، پلامر فوتبال پاپ وارنر را ترک کرد و سپس به‌عنوان بازیکن پوینت گارد در تیم بسکتبال زنان دبیرستان جولیت وست بازی کرد.

## دوران حرفه‌ای
پلامر در کالج نیز به بازی بسکتبال ادامه داد. ابتدا در کالج فدر ریور بازی کرد و سپس به دانشگاه نوادا، رینو منتقل شد.
اکنون، پلامر به‌عنوان رانینگ‌بک برای تیم نوادا استورم در لیگ نیمه‌حرفه‌ای ائتلاف فوتبال زنان بازی می‌کند. او تیمش را در فصل ۲۰۱۹ که فصل آل‌استارز او بود، به قهرمانی ملی در دسته سوم رساند. در فصل ۲۰۲۱، پلامر بار دیگر به عنوان آل‌استار شناخته شد و به عنوان با ارزش‌ترین بازیکن کنفرانس آمریکایی انتخاب شد و تیم را به قهرمانی دیگری در دسته دوم رساند.
تیم استورم در سال ۲۰۲۲ در دسته حرفه‌ای دبلیواف‌ای رقابت کرد. اگرچه تیم به مرحله پلی‌آف دسته حرفه‌ای دبلیواف‌ای در ۲۰۲۲ راه یافت، اما در دور اول مقابل تیم مینه‌سوتا ویکسن شکست خورد.